# Wacquinghen
Wacquinghen is een gemeente in het Franse departement Pas-de-Calais (regio Hauts-de-France) en telt 237 inwoners (2004). De plaats maakt deel uit van het arrondissement Boulogne-sur-Mer.
In de 13e eeuw werd de naam van het dorp geschreven als Waking(eh)em.

## Geografie
De oppervlakte van Wacquinghen bedraagt 2,5 km², de bevolkingsdichtheid is 94,8 inwoners per km².
De onderstaande kaart toont de ligging van Wacquinghen met de belangrijkste infrastructuur en aangrenzende gemeenten.

## Demografie
Onderstaande figuur toont het verloop van het inwonertal (bron: INSEE-tellingen).